# Doukkala-Abda
Doukkala-Abda foi uma região do Marrocos. Sua capital era a cidade de Safim.

## Províncias
A região era dividia em duas províncias:
- El Jadida
- Safim